# Nouveau stade de Zafra
Le Nouveau stade de Zafra (en espagnol : Nuevo Estadio de Zafra) est un stade de football espagnol situé dans la ville de Zafra, en Estrémadure.
Le stade, doté de 2 500 places et inauguré en 1972, sert d'enceinte à domicile à l'équipe de football de l'Unión Deportiva Zafra Atlético.

## Histoire
Le stade ouvre ses portes en 1972. Il est inauguré le 1er juin 1972 lors d'une défaite 6-1 des locaux du CD Díter Zafra contre le Real Madrid.
Les deux tribunes latérales seront ajoutées plus tard.